# Seeberg
Seeberg es una comuna suiza del cantón de Berna, situada en el distrito administrativo de Alta Argovia. Limita al norte con las comunas de Aeschi (SO), Herzogenbuchsee y Hermiswil, al este con Ochlenberg, al sur con Wynigen y Alchenstorf, y al oeste con Hellsau y Heinrichswil-Winistorf (SO).
Hasta el 31 de diciembre de 2009 situada en el distrito de Wangen.

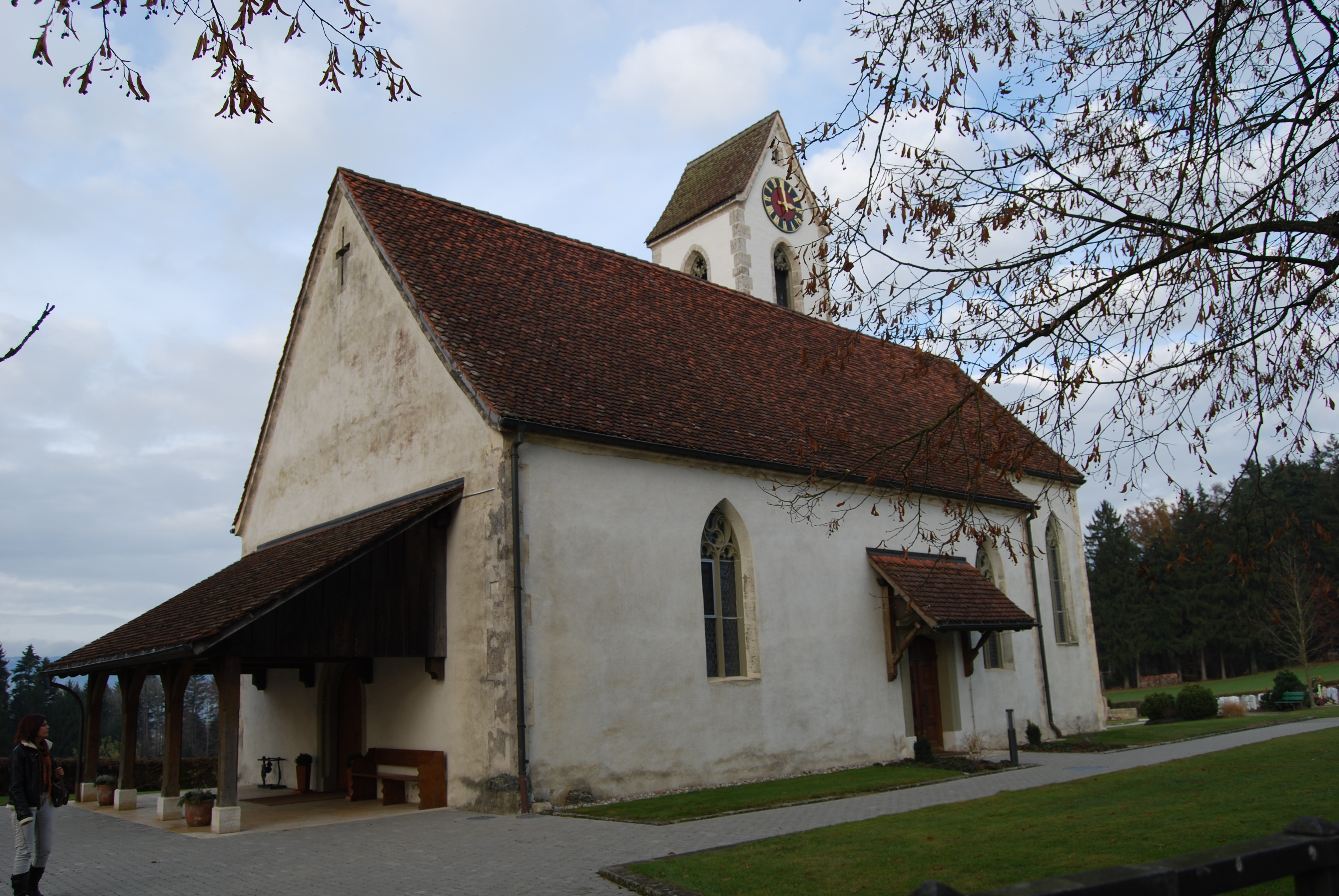
Iglesia de Seeberg